# Rolfe Kent
Rolfe Kent (St Albans, 21 september 1963) is een Brits filmcomponist.

## Biografie
Kent werd geboren in een niet-muzikale familie. Met Ennio Morricone als zijn grote voorbeeld wilde hij al op 12-jarige leeftijd filmcomponist worden. Hij volgde geen formele klassieke muzikale opleiding, maar studeerde af in de psychologie aan de Universiteit van Leeds. In die periode speelde hij in een aantal bands. Een opdracht om muziek voor een musical te schrijven markeerde het begin van zijn carrière als componist. Kort daarna werd hij gevaagd om muziek te schrijven voor de televisieserie 4 Play. In de vroege jaren negentig ontmoette hij regisseur Alexander Payne, voor wiens films Citizen Ruth en The House of Yes hij de filmmuziek componeerde. Kent ontving een Golden Globe-nominatie voor de film Sideways. Hij componeerde ook de herkenningsmelodie van de televisieserie Dexter.

## Filmografie
| - 1991 - Inside Out - 1992 - Inside Out II - 1992 - Inside Out III - 1992 - Inside Out IV - 1994 - Dead Connection - 1994 - Finding Interest - 1995 - Mercy - 1996 - Citizen Ruth - 1997 - The House of Yes - 1998 - Slums of Beverly of Flight - 1999 - Don"t Go Breaking My Heart - 1999 - Election - 1999 - Oxygen - 2000 - Gun Shy - 2000 - Nurse Betty - 2000 - Mexico City - 2001 - Happy Campers - 2001 - Someone Like You... - 2001 - Town & Country - 2001 - Legally Blonde - 2001 - Kate & Leopold - 2002 - 40 Days and 40 Nights - 2002 - About Schmidt - 2003 - Legally Blonde 2: Red, White & Blonde - 2003 - Freaky Friday - 2004 - Mean Girls - 2004 - Sideways - 2004 - The Last Shot | - 2005 - The Matador - 2005 - Wedding Crashers - 2005 - Thank You for Smoking - 2006 - Failure to Launch - 2007 - Reign Over Me - 2007 - The Hunting Party - 2007 - Just Like Heaven - 2008 - The Lucky Ones - 2009 - 17 Again - 2009 - Ghosts of Girlfriends Past - 2009 - Up in the Air - 2009 - The Men Who Stare at Goats - 2010 - Killers - 2010 - Charlie St. Cloud - 2011 - Mr. Popper's Penguins - 2011 - Young Adult - 2012 - Gambit - 2013 - Au bonheur des ogres - 2013 - Labor Day - 2013 - Bad Words - 2013 - Dom Hemingway - 2014 - Vampire Academy - 2014 - 108 Rois-Démons - 2016 - Rock Dog - 2017 - Le petit Spirou - 2017 - Downsizing - 2017 - Crash Pad - 2018 - Stan & Ollie |

## Overige producties

### Televisiefilms
- 2011 - Cinema Verite

### Televisieseries
- 1989 - 4 Play
- 1992 - So Haunt Me (1992 - 1994)
- 2002 - The Jury (miniserie)
- 2006 - Dexter (2006 - 2012) (Main title)
- 2010 - The High Bar
- 2011 - The Jury II (miniserie)

### Documentaires
- 1992 - One Child, One Voice
- 2008 - Left Behind: The Story of New Orleans Public Schools
- 2011 - Troupers

### Korte films
- 1993 - The Pitch
- 1995 - Momory Lane
- 1999 - Silence Living in Houses
- 2000 - The Smoking Section
- 2004 - The Lost Cause
- 2015 - Falling Leaves
- 2017 - Tokyo Project

## Prijzen en nominaties

### Emmy Awards
| Jaar | Titel  | Categorie         | Uitslag     |
| ---- | ------ | ----------------- | ----------- |
| 2007 | Dexter | Beste titelmuziek | Genomineerd |

### Golden Globe Awards
| Jaar | Titel    | Categorie        | Uitslag     |
| ---- | -------- | ---------------- | ----------- |
| 2005 | Sideways | Beste filmmuziek | Genomineerd |